# 夏延鎮區 (堪薩斯州巴頓縣)
夏延鎮區（英語：Cheyenne Township）為位在美國堪薩斯州巴頓縣的鎮區。2010年美国人口普查中該鎮區人口有207人。

## 歷史
夏延鎮區於1878年設立。

## 地理
夏延鎮區涵蓋面積187.11平方（72.24平方英里），境內無城鎮設立。該鎮區的非建制地區雷德溫坐落在此鎮區中央。此鎮區擁有2片油田，一片位在該鎮區東北邊，另一片則位在該鎮區西邊。
夏延博特姆斯野生動物保護區幾乎坐落於此鎮區，該保護區大多覆蓋了此鎮區南半部。布拉德溪（Blood Creek）流經數個鎮區，最後注入於夏延博特姆斯野生動物保護區中央的湖泊。

### 墓園
根據美國地質調查局的資料，此鎮區僅有1座墓園：
- 聖家墓園（Holy Family Cemetery）*

## 人口統計
根據2010年美國人口普查，夏延鎮區人口有207人，人口密度為1.11人/平方公里。種族方面，99.03%為白人；0%為非裔美洲人；0%為美洲原住民；0%為亞洲人；0%為太平洋島民；0%為其他種族；另外有0.97%為兩個或以上的種族。而西班牙裔美國人或拉丁美洲人佔該鎮區人口的0%。

## 外部連結
- US-Counties.com
- City-Data.com （页面存档备份，存于）